# Philosophical Transactions of the Royal Society

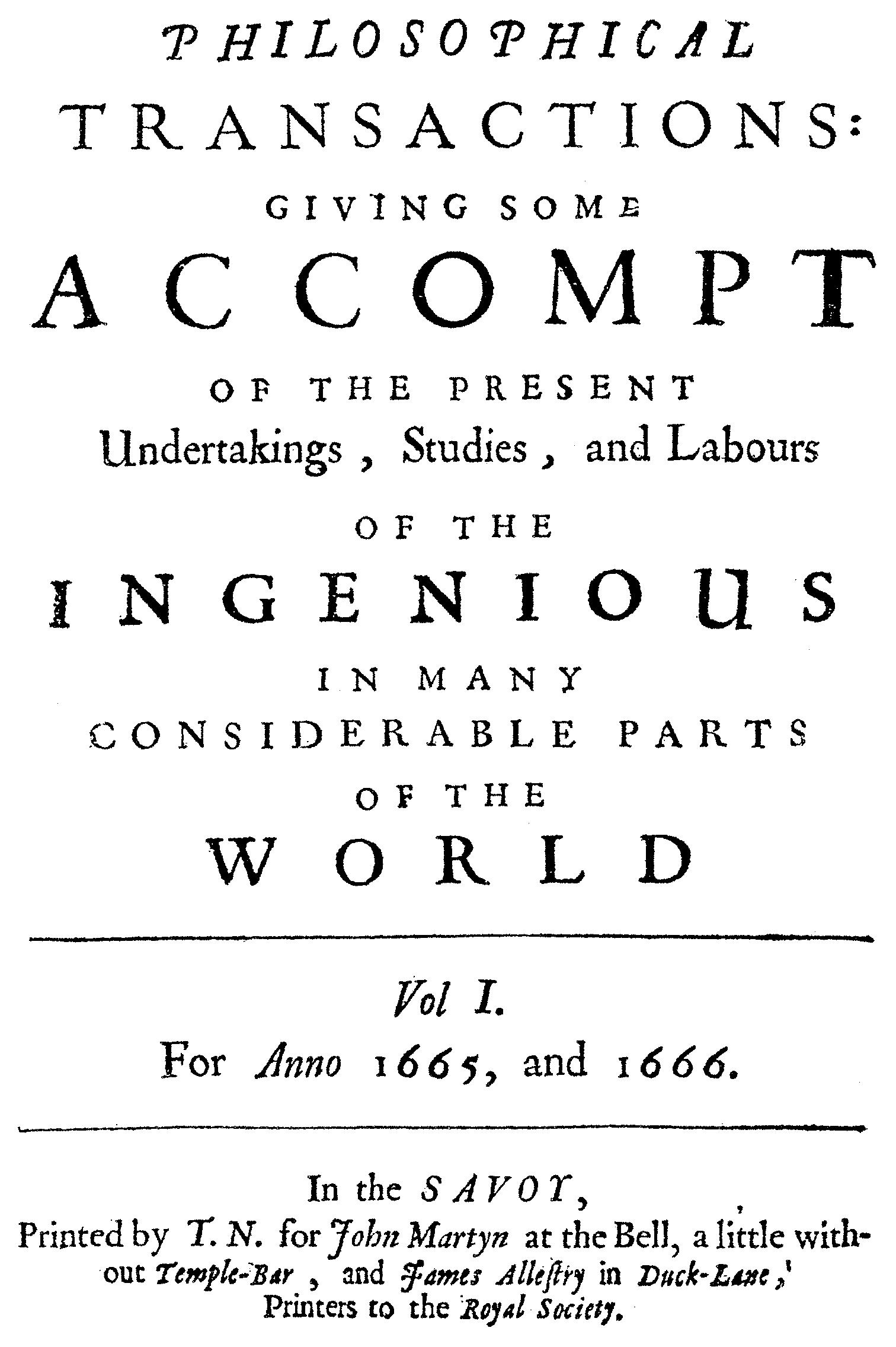
Capa do primeiro volume de Philosophical Transactions of the Royal Society, publicado em 1665

Philosophical Transactions of the Royal Society é uma revista científica publicada pela Royal Society. Em seus primeiros dias, era um empreendimento privado do secretário da Royal Society. Foi criada em 1665, tornando-se o primeiro periódico do mundo exclusivamente dedicado à ciência, e, portanto, também o periódico científico mais antigo do mundo. Tornou-se uma publicação oficial da sociedade em 1752. O uso da palavra Philosophical no título refere-se à filosofia natural, que era o equivalente ao que hoje seria geralmente chamado de ciência.

## Publicação atual
Em 1887, a revista se expandiu e se dividiu em duas publicações separadas, uma voltada para as ciências físicas (Philosophical Transactions of the Royal Society A: Mathematical, Physical and Engineering Sciences) e a outra voltada para as ciências da vida (Philosophical Transactions of the Royal Society B: Biological Sciences). Ambas as revistas agora publicam números temáticos e números resultantes de trabalhos apresentados nas reuniões científicas da Royal Society. Os artigos de pesquisa primária são publicados nas revistas irmãs Proceedings of the Royal Society, Biology Letters, Journal of the Royal Society Interface, Interface Focus, Open Biology and Royal Society Open Science.

## Domínio público e acesso
Em julho de 2011, o programador Greg Maxwell divulgou através do The Pirate Bay os quase 19 000 artigos que haviam sido publicados antes de 1923 e, portanto, estavam em domínio público nos Estados Unidos, para apoiar Aaron Swartz em seu caso. Os artigos foram digitalizados para a Royal Society pela JSTOR por um custo inferior a US$ 100 000 e o acesso público a eles foi restrito por meio de um acesso pago.
Em agosto de 2011, os usuários enviaram mais de 18 500 artigos para as coleções do Internet Archive. A coleção recebeu 50 000 visualizações por mês até novembro de 2011.
Em outubro do mesmo ano, a Royal Society divulgou gratuitamente o texto completo de todos os seus artigos anteriores a 1941, mas negou que essa decisão tivesse sido influenciada pelas ações de Maxwell.
Em 2017, a Royal Society lançou uma versão totalmente redigitalizada do arquivo completo de periódicos desde 1665 em alta resolução e com metadados aprimorados. Todo o material sem direitos autorais é totalmente gratuito para acessar sem um login.